# Antonio Mance
Antonio Mance (Rijeka, 7 augustus 1995) is een Kroatisch professioneel voetballer die als aanvaller speelt. Anno 2020 speelt hij voor het Hongaarse Puskás Akadémia, dat hem huurt van het Kroatische NK Osijek.

## Carrière
Mance speelde voor verschillende Kroatische ploegen in de jeugdopleiding.
In 2013 maakte hij zijn debuut in de 1. HNL, het hoogste niveau van Kroatië, voor NK Istra. Het seizoen ervoor werd hij al verhuurd aan Pomorac Kostrena, dat destijds één divisie lager speelde.
In 2015 vertrok Mance naar Slovenië, waar hij bij NK Domžale ging spelen.
In 2017 ging hij naar Slowaakse AS Trenčín. Bij die club scoorde hij in 2018 vier doelpunten in twee wedstrijden tegen Feyenoord, in de derde voorronde van de Europa League. In de heenwedstrijd in Slowakije trof hij drie keer doel in de met 4-0 gewonnen partij. Philip Azango scoorde het andere doelpunt. In de terugwedstrijd in Rotterdam, die eindigde in 1-1, maakte Mance eveneens een goal. Eric Botteghin scoorde voor Feyenoord. Trencin sneuvelde uiteindelijk in de laatste voorronde tegen AEK Larnaca uit Cyprus (1-1, 0-3).
In 2019 verhuurde Trenčín hem aan het Franse Nantes. Bij die club moest hij Emiliano Sala vervangen, die was verkocht aan Cardiff City maar op weg naar Wales samen met de piloot om het leven kwam bij een vliegtuigongeluk.
In 2019 keerde Mance terug naar Kroatië, waar hij ging spelen voor NK Osijek. Die club verhuurde hem in 2020 aan het Hongaarse Puskás Akadémia.

## Erelijst
NK Domžale
- Sloveense beker: 2017